# Conselho Federal de Engenharia e Agronomia

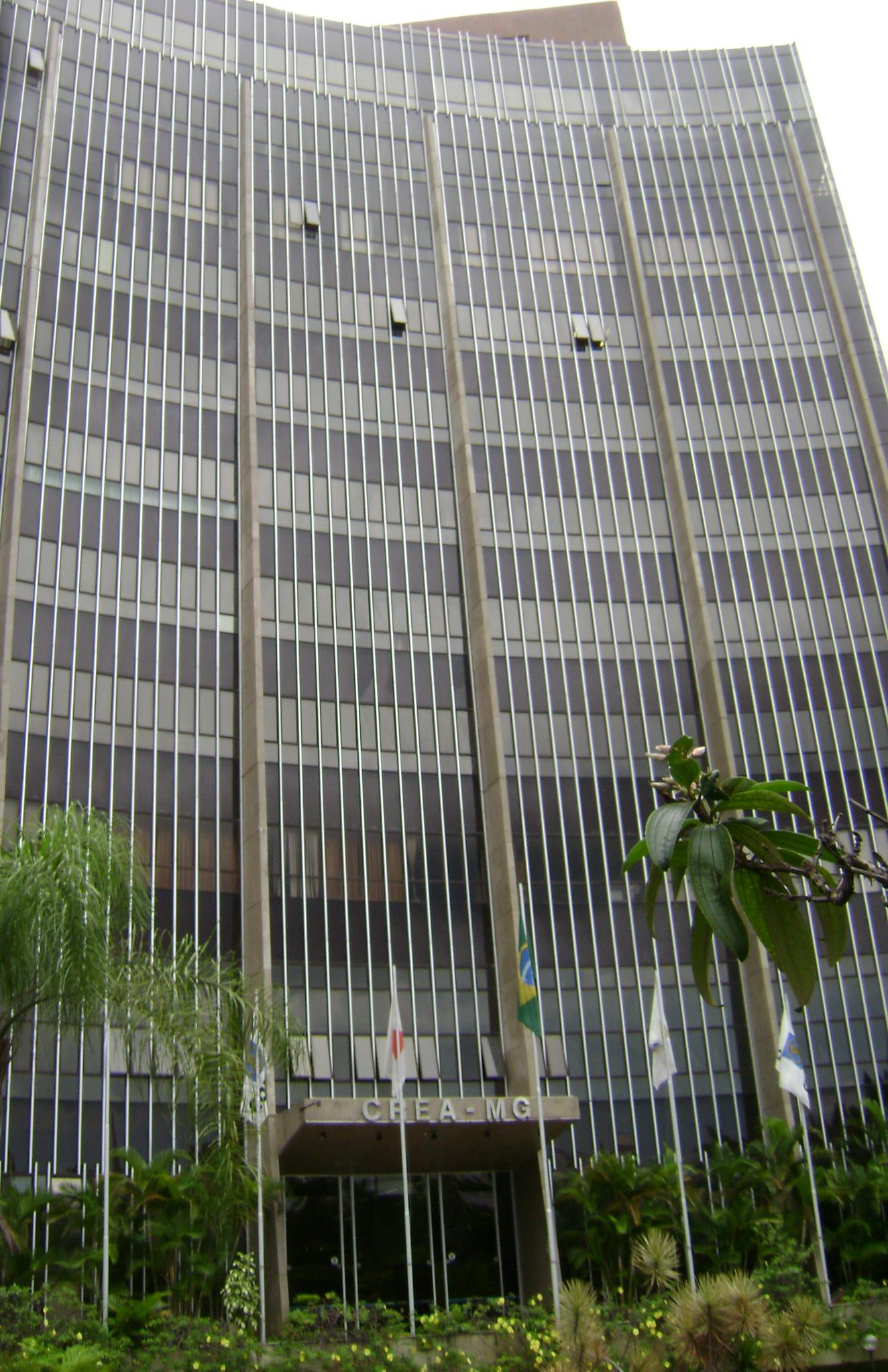
Sede do CREA em Belo Horizonte.

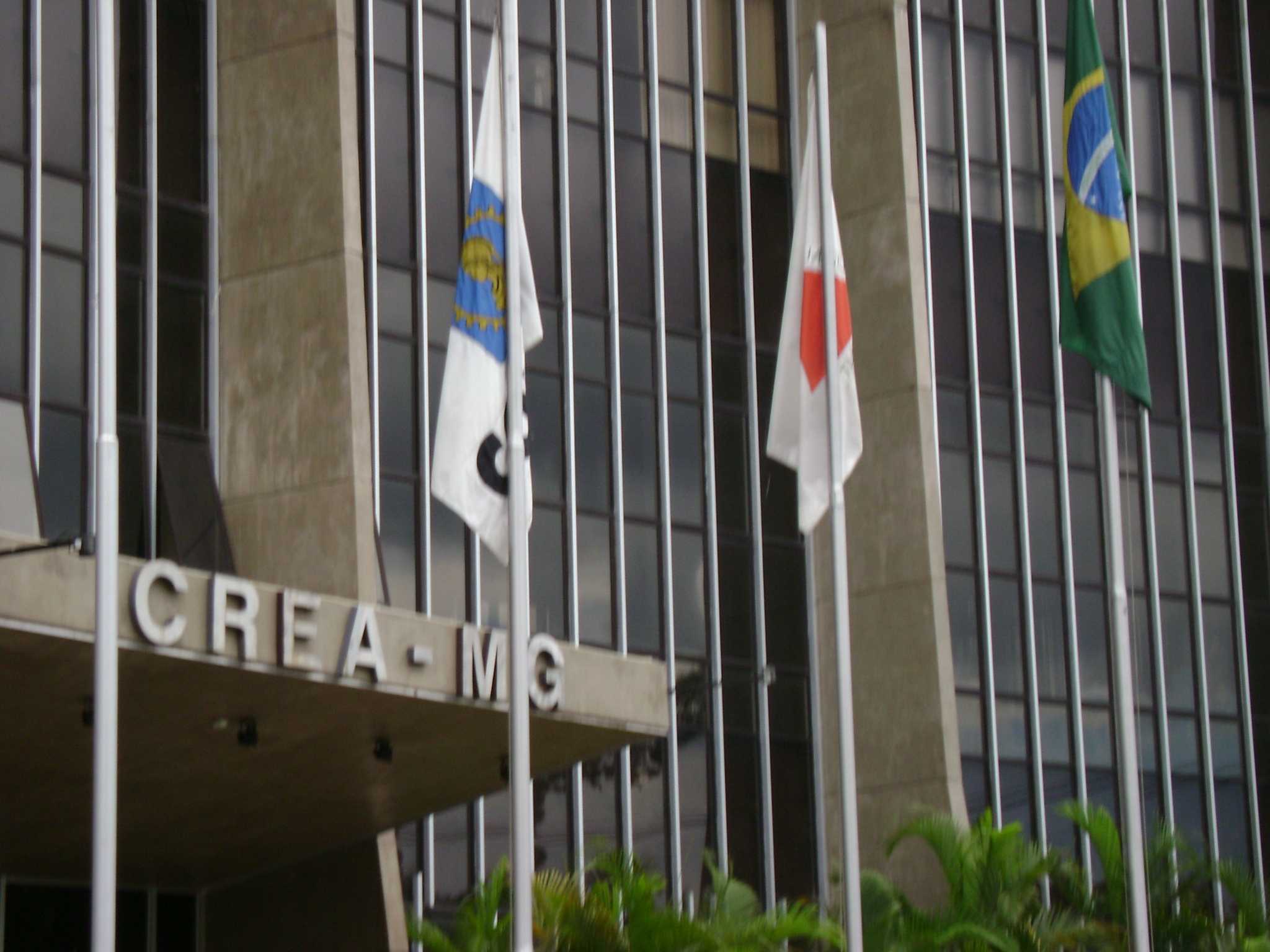
Entrada do CREA-MG.

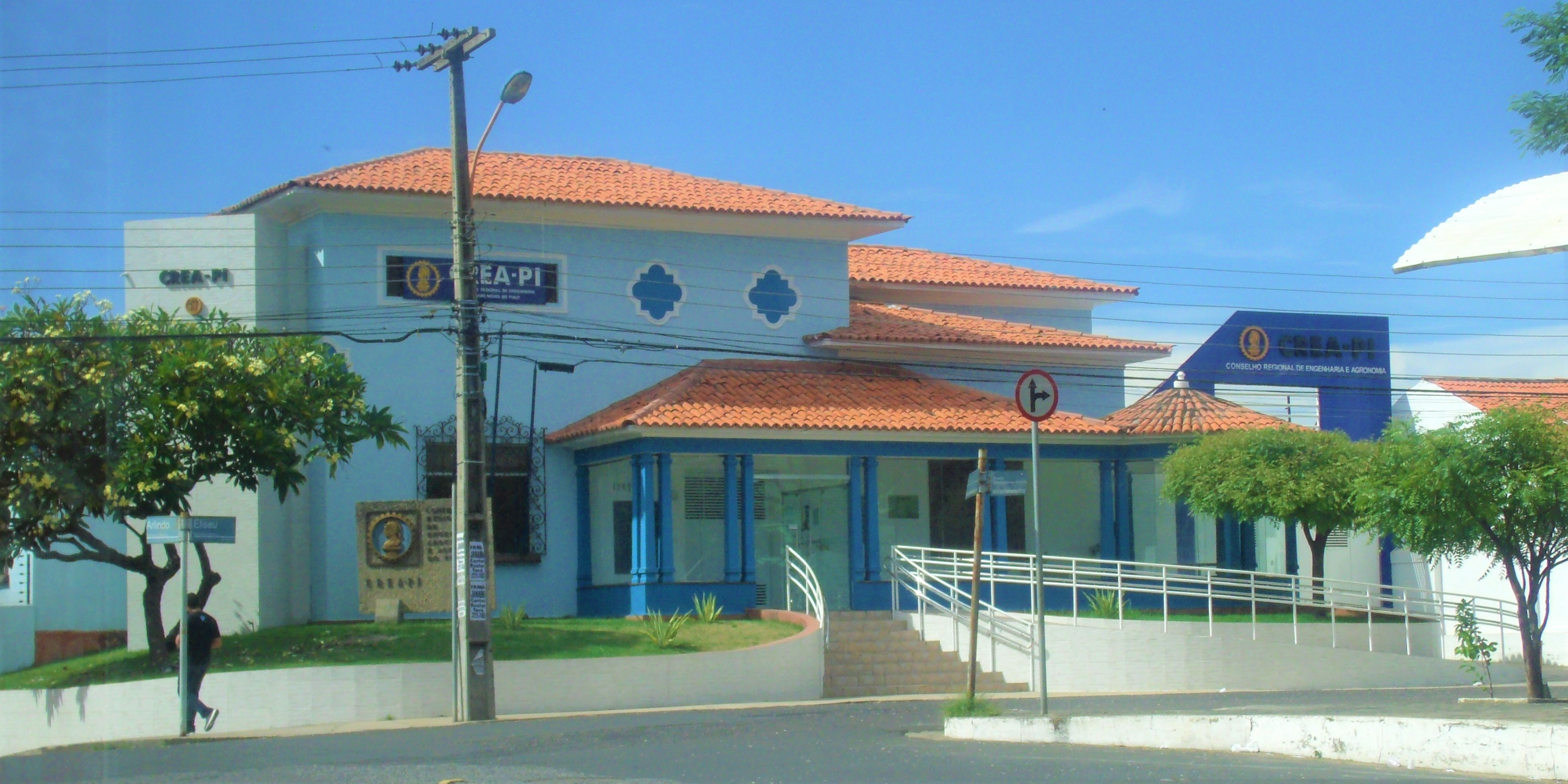
Palacete do CREA em Teresina.

O Conselho Federal de Engenharia e Agronomia (CONFEA) é um conselho de fiscalização profissional, não sendo entidade de classe, na forma de autarquia pública, responsável pela regulamentação e julgamento final no Brasil das atividades profissionais relacionadas às classes que abrange: Engenharia, Agronomia, bacharéis em Geografia, Geologia e Meteorologia, possuindo mais de trezentos títulos profissionais, nos níveis técnico e superior, além de anotar também títulos de pós-graduação.
O CONFEA foi instituído como Conselho Federal de Engenharia e Arquitetura, juntamente com os respectivos Conselhos Regionais, pelo Decreto nº 23.569, de 11 de dezembro de 1933, promulgado pelo Presidente Getúlio Vargas.
Incorporou a Agronomia e foi renomeado para Conselho Federal de Engenharia, Arquitetura e Agronomia pela lei 5.194/1966.
Adotou a denominação atual a partir de 2010, quando o Conselho de Arquitetura e Urbanismo (CAU) foi criado.

## Conselhos Regionais
Os Conselhos regionais de Engenharia e Agronomia (CREA) são entidades pertencentes à esfera estadual e constituem a manifestação regional do Conselho Federal de Engenharia e Agronomia (CONFEA), sendo responsáveis pela fiscalização do exercício das profissões da área tecnológica em âmbito regional.
O CREA exerce o papel de primeira e segunda instância, verificando, orientando e fiscalizando o exercício profissional com a missão de defender a sociedade da prática ilegal das atividades abrangidas pelo sistema CONFEA/CREA.
Com a necessidade de fiscalizar o exercício profissional dos engenheiros, arquitetos e agrimensores com mais eficiência e em todo o território brasileiro, em 23 de abril de 1934 foi aprovado a criação dos conselhos regionais e assim foi determinado a divisão do território nacional em 8 regiões:
- 1.ª região – Compreendendo os Estados do Amazonas, Pará, Maranhão, Piauí e o território do Acre. Sede – Belém;
- 2.ª região – Pernambuco, Paraíba, Rio Grande do Norte e Ceará. Sede – Distrito Federal;
- 3.ª região – Bahia, Sergipe e Alagoas. Sede - Salvador;
- 4.ª região – Minas Gerais e Goiás. Sede – Belo Horizonte;
- 5.ª região – Rio de Janeiro, Espírito Santo e Distrito Federal. Sede – Distrito Federal;
- 6.ª região – São Paulo e Mato Grosso. Sede – São Paulo;
- 7.ª região – Paraná. Sede - Curitiba, o único que nasceu independente;
- 8.ª região – Rio Grande do Sul e Santa Catarina. Sede – Porto Alegre.